# Raja gallica
Raja gallica es una especie de pez de la familia de los Rajidae en el orden de los Rajiformes.

## Reproducción
Es ovíparo  y las  hembras ponen huevos envueltos en una cápsula córnea.

## Hábitat
Es un pez de mar y de aguas profundas que vive entre 1-2 m de profundidad.

## Observaciones
Es inofensivo para los humanos. 